# Voisin 5
Le Voisin 5 est un bombardier léger biplan de la Première Guerre mondiale.

## Historique du développement
Le Voisin III était un bombardier performant, mais sa charge utile était limitée par les 120 ch du moteur Salmson M9 (en). L'armée avait besoin d'un avion plus lourd et plus puissant embarquant une plus grande charge de bombes, un palliatif consiste à équiper le Voisin Type III d'un moteur Salmson P9 de 150 ch.
Dans le même temps, la cellule est renforcée et la nacelle centrale rationalisée. Le nouveau moteur est surélevé pour fournir éloigner l'hélice du sol et incliné pour que la poussée du moteur passe par le centre de poussée. Le train d'atterrissage est renforcé et la corde de l'aile est augmentée sur toute l'envergure.
Le nouvel avion reçoit la désignation  Voisin Type V mais la désignation d'usine est Voisin LAS. Le S signifiait surélevé qui indiquait le support moteur modifié. La variante précédente de type III avait un échappement libre ; le Type V utilise un système plus efficace de doubles pipes d'échappement.
Un Voisin Type V a été transformé en avion bimoteur en 1916 en ajoutant un deuxième Salmson à l'avant du fuselage, entraînant une hélice tractrice. On pense que l'intention était de tester cette configuration pour un nouveau bombardier prévu par Voisin. Le bimoteur Voisin Type 5 a volé pour la première fois au début de 1916 mais le projet n'est pas allé plus loin.
Le premier Voisin Type V est entré en service opérationnel en 1915 et peu de temps après a remplacé le Voisin Type III sur les lignes de production. Cependant, les Voisins 150 ch (comme on les appelait sur le front de l'Ouest ) étaient mal vus par leurs équipages. Malgré le moteur plus puissant, la charge utile du Voisin Type V n'était que peu améliorée et la vitesse maximale n'augmentait que de 13 km/h.

## Utilisation opérationnelle
Environ 350 Voisin Type V ont été construits, et ont servi aux côtés des Voisin Type III dans des escadrilles de première ligne de 1915à 1916.
Comme pour d'autres variantes de Voisin, le moteur propulsif empêche la mise en place d'une mitrailleuse tirant vers l'arrière, direction privilégiée par les attaquants. Ce qui n'a pas empêché l'utilisation de ce type de motorisation pour l'entraînement et le bombardement.

## Les opérateurs
Argentine
- Force aérienne argentine - un avion[1]

 France
- Armée de l'air française

 Russie
- Armée de l'air impériale russe

 Switzerland
- Forces aériennes suisses - Un seul avion posé en Suisse et interné. Il est utilisé pour des vols de reconnaissance mais le manque de pièces détachées pour le moteur limite cette utilisation. Le 7 décembre 1919, suivant les instructions du gouvernement français, il est remis à monsieur Pethoud de Lausanne et détruit, sauf le moteur, restitué aux troupes d'aviation suisses qui finira exposé au Musée suisse des transports[2].